# HCaptcha
hCaptcha是由Intuition Machines, Inc.製作並維護的一款驗證碼系統，主要目的是通過提出對人類容易而對機器困難的簡單問題，幫助在線服務抵禦機器人、垃圾郵件和濫用行為。截至2020年4月，hCaptcha以15%的市佔率成為目前最大的獨立驗證碼服務。

## 客戶
2020年8月，Cloudflare宣佈因reCAPTCHA收費及其所帶來的隐私和屏蔽问题，從reCAPTCHA遷移至hCaptcha。